# Alianza austro-rusa
La alianza austro-rusa se refiere al tratado firmado por el Imperio austríaco y el Imperio ruso en mayo o junio de 1781.

## Antecedentes
Rusia estuvo previamente aliada con Prusia; sin embargo, con el tiempo, la atención de Rusia giró progresivamente hacia el sur y el Imperio otomano. Defendida por Gregorio Potemkin, esta nueva dirección redujo el valor estratégico de Prusia, como un aliado de Rusia, y convirtió a Austria una vez más en un candidato más atractivo. La alianza ruso-prusiana fue nuevamente extendida en 1777, pero en la corte imperial de San Petersburgo, la influencia de la facción pro-prusiana encabeza por Nikolai Panin fue eclipsada por la facción pro-austríaca de Potemkin.

## Firma de alianza
Después de la muerte de María Teresa I de Austria, José II de Habsburgo se mostró más favorable a mejorar las relaciones con Rusia y comenzó negociaciones secretas a inicios de 1781, las cuales resultaron en la firma de una alianza en torno a mayo y junio de ese año.

## Consecuencias
La alianza pruso-rusa existió formalmente hasta 1788, pero perdió la mayor parte de su valor con la declaración de la alianza austro-rusa, que aisló a Prusia en la escena internacional. La consecuencia más notable de la alianza austro-rusa fue la guerra austro-turca (1787–1791) y la guerra ruso-turca (1787–1792).
En 1790, la alianza se deterioró cuando Rusia informó a Austria que no deseaba interferir en caso se produjera un conflicto austro-prusiano.